# الذاري (ملحان)

تعديل مصدري - تعديل

الذاري هي إحدى قرى عزلة بني وهب بمديرية ملحان التابعة لمحافظة المحويت، بلغ تعداد سكانها 463 نسمة حسب تعداد اليمن لعام 2004.